# St. Lawrence Avenue
St. Lawrence Avenue – stacja metra nowojorskiego, na linii 6. Znajduje się w dzielnicy Bronx, w Nowym Jorku i zlokalizowana jest pomiędzy stacjami Parkchester i Morrison Avenue – Soundview. Została otwarta 30 maja 1920.